# Resvirke
Resvirke är en äldre träbyggnadsteknik som innefattar konstruktioner med stående virke. Olika former av resvirke är palissadteknik, stolpteknik och stavverk.
Under 1800-talet började stående timmer användas i huskonstruktioner och omkring 1900 var det vanligt. Resvirke var enklare, snabbare och billigare hantverk än liggtimmer. Många sommarvillor i skärgården från 1860–1870-talen är uppförda i resvirke.
Byggnadstekniken beskrivs av Helena Lundgren i Trähusets stomme  under samlingsrubriken Kulturmiljövård.